# Scream 3
Scream 3 (Pânico 3 no Brasil; Gritos 3 em Portugal) é um filme americano de 2000 do gênero Slasher, dirigido por Wes Craven e escrito por Ehren Kruger. Estrelam nele David Arquette, Neve Campbell, Courteney Cox, Patrick Dempsey, Scott Foley, Lance Henriksen, Matt Keeslar, Jenny McCarthy, Emily Mortimer, Parker Posey, Deon Richmond e Patrick Warburton. Lançado como a terceira iteração da franquia Scream, originalmente o filme seria o capítulo conclusivo da série até 2011, quando esta continuaria na sequência, Scream 4. A história do filme acompanha Sidney Prescott (Campbell), que entrou em isolamento autoimposto após os eventos dos dois filmes anteriores, mas é atraído para Hollywood depois que um novo Ghostface começa a matar o elenco do filme em Stab 3. Pânico 3 combina a violência do gênero slasher com comédia e mistério policial, satirizando o clichê das trilogias cinematográficas. Ao contrário dos filmes Pânico anteriores, houve uma ênfase maior em elementos cômicos neste filme; a violência e o terror foram reduzidos em resposta ao aumento do escrutínio público sobre a violência na mídia, após o massacre da Escola Secundária de Columbine.
O roteirista de Pânico (1996), Kevin Williamson, forneceu um esboço de cinco páginas para duas sequências de Pânico ao leiloar seu roteiro original, na esperança de atrair licitantes com o potencial de comprar uma franquia. Os compromissos de Williamson com outros projetos o impediram de desenvolver um roteiro completo para Pânico 3, então a tarefa de escrever o roteiro ficou a cargo de Kruger, que descartou muitas das anotações de Williamson. Craven e Marco Beltrami retornaram para dirigir e compor a trilha sonora do filme, respectivamente. A produção teve problemas, incluindo reescritas do roteiro, ocasiões em que as páginas só estavam prontas no dia da filmagem e dificuldades de agendamento com o elenco principal. As filmagens principais ocorreram de julho a setembro de 1999, e o final foi refilmado em janeiro de 2000.
Pânico 3 estreou em 3 de fevereiro de 2000, em Westwood, Los Angeles, e foi lançado nos cinemas no dia seguinte, arrecadando US$ 161,8 milhões em todo o mundo, com um orçamento de US$ 40 milhões. O filme recebeu críticas mistas, mas foi reavaliado nos últimos anos na esteira do movimento MeToo. Pânico 3 foi originalmente planejado para ser o último filme da série até que a franquia foi revivida com uma sequência, Pânico 4, lançada em 15 de abril de 2011.

## Sinopse
Em Hollywood, Los Angeles, a continuação dos filmes "A Punhalada", está sendo gravada. "Stab - Return To Woodsboro" está sendo gravado por atores e atrizes importantes do cinema. Mas algo começa a dar errado, quando surge um novo assassino e começa a matar os atores, na mesma sequência que eles morrem no filme, e ainda por cima, deixa a foto de Maureen Prescott, mãe de Sidney Prescott, quando era mais jovem, sobre os corpos das vítimas. 
Sidney, após as mortes que ocorreram no massacre que houve no Windsor College, três anos antes, está traumatizada e vivendo em uma casa de campo, no interior da Califórnia. O assassino agora liga para ela e a obriga sair de seu esconderijo para que vá até Hollywood acertar as contas com ele, pois se ela não for, mais celebridades continuarão morrendo, inclusive seus únicos amigos que restaram, Gale e Dewey. Sidney se vê obrigada a ir para Los Angeles enfrentar seu passado e descobrir muitas coisas sobre sua mãe.

## Enredo
Cotton Weary, agora um apresentador de talk show de sucesso, é contatado por Ghostface, que exige saber o paradeiro de Sidney Prescott. Quando Cotton se recusa a cooperar, Ghostface o assassina, juntamente com sua namorada, Christine. O detetive Mark Kincaid contata Gale Weathers para discutir o assassinato de Cotton, levando-a a viajar para Hollywood. Ela encontra Dewey Riley trabalhando como consultor no set de Stab 3: Return To Woodsboro, o terceiro filme da série baseado nos assassinatos de Ghostface.
Ghostface mata a atriz Sarah Darling, de Stab 3, interrompendo a produção do filme para frustração do diretor Roman Bridger. O elenco restante, juntamente com Dewey e Gale, reúne-se na casa de Jennifer Jolie, a atriz que interpreta Gale em Stab 3. Ghostface esfaqueia o guarda-costas de Jennifer, Stone, até a morte e causa uma explosão de gás, matando o colega de elenco Tom Prinze.
Em outro lugar, Sidney vive reclusa sob um pseudônimo, temendo que outro assassino possa atacar, e trabalha como conselheira de crise para uma linha direta para mulheres vítimas de abuso. Após descobrir sua localização, o assassino começa a provocar Sidney usando um modificador de voz para soar como sua falecida mãe, Maureen Prescott. Sidney viaja para Hollywood, percebendo que não está mais segura. Gale e Jennifer descobrem que Maureen trabalhou brevemente como atriz na década de 1970 sob o nome artístico de "Rina Reynolds" e foi estuprada em uma festa realizada pelo produtor de Stab 3, John Milton.
Martha Meeks, irmã de Randy, amigo assassinado de Sidney, visita Sidney e os outros para entregar uma fita de vídeo que Randy gravou antes de sua morte. Randy os avisa postumamente que as regras de um filme de terror não se aplicam ao terceiro filme de uma trilogia e que qualquer um deles pode morrer. Sidney é posteriormente atacada por Ghostface no set de Stab 3, forçando a polícia a detê-la para proteção.
Dewey, Gale, Jennifer e o elenco restante, Angelina Tyler e Tyson Fox, comparecem à festa de aniversário de Roman na mansão de Milton. Ghostface ataca o grupo, matando Angelina, Tyson e Jennifer, enquanto toma Gale e Dewey como reféns. Ghostface contata Sidney, e ela viaja para a mansão. Kincaid a segue, mas é nocauteada por Ghostface. Sidney é atraída para uma sala de projeção secreta, onde Ghostface aparece e se revela como Roman.
Roman explica que é meio-irmão de Sidney e fruto de abuso sexual de Maureen. Quatro anos antes, ele havia rastreado Maureen, mas ela o rejeitou. Roman começou a persegui-la e a filmar os homens com quem ela se relacionava. Ele mostrou a Billy Loomis imagens de seu pai com Maureen, desencadeando uma série de assassinatos em Woodsboro. Ao descobrir a fama que Sidney atraíra devido a esses eventos, Roman enlouqueceu e a atraiu para fora do esconderijo, planejando matá-la e incriminá-la por seus assassinatos. Depois que Roman revela um Milton amarrado e corta sua garganta, Sidney furiosamente denuncia sua explicação como nada mais do que um desvio para esconder suas motivações egoístas. Roman sofre um colapso mental e ataca, e após uma luta feroz, Sidney finalmente supera Roman e o esfaqueia repetidamente. Quando Dewey e Gale chegam, Roman se levanta e tenta atacar mais uma vez, mas é finalmente morto quando Dewey atira em sua cabeça.
Mais tarde, na casa de Sidney, Dewey pede Gale em casamento, que aceita. Sidney retorna de uma caminhada e deixa os portões da frente, antes alarmados, abertos. Ao se juntar a Gale, Dewey e Kincaid para assistir a um filme, um vento abre a porta da frente, mas ela o ignora.

## Elenco
- David Arquette como Dwight 'Dewey' Riley
- Courteney Cox como Gale Weathers
- Neve Campbell como Sidney Prescott
- Patrick Dempsey como Detetive Mark Kincaid
- Parker Posey como Jennifer Jolie
- Heather Matarazzo como Martha Meeks
- Lance Henriksen como John Milton
- Scott Foley como Roman Bridger
- Jenny McCarthy como Sarah Darling
- Jamie Kennedy como Randy Meeks
- Matt Keeslar como Tom Prinze
- Emily Mortimer como Angelina Tyler
- Deon Richmond como Tyson Fox
- Liev Schreiber como Cotton Weary
- Kelly Rutherford como Christine Carlton
- Patrick Warburton como Steven Stone
- Roger L. Jackson como Ghostface (voz)
- Nancy O'Dell como repórter
- Lawrence Hecht como Neil Prescott
- Lynn McRee como Maureen Prescott
- C.W. Morgan como Henry 'Hank' Loomis

## Produção

### Desenvolvimento
Pânico 3 foi lançado pouco mais de dois anos depois de Pânico 2, com um orçamento de US$ 40 milhões, um aumento significativo em relação aos orçamentos de Pânico de US$ 15 milhões e Pânico 2 de US$ 24 milhões. O envolvimento de Williamson havia sido contratado durante a venda do roteiro de Pânico, ao qual ele anexou dois esboços de cinco páginas para possíveis sequências, que se tornariam Pânico 2 e Pânico 3, na esperança de atrair compradores com a perspectiva de adquirir uma franquia em vez de um único roteiro. Craven também havia sido contratado para duas possíveis sequências após uma exibição teste bem-sucedida de Pânico e retornou para dirigir o terceiro filme. Pouco antes do início da produção do filme, Eric Harris e Dylan Klebold mataram 12 alunos, um professor e a si mesmos em sua escola, no que ficou conhecido como o Massacre da Escola Secundária de Columbine. Após o incidente, muitas partes começaram a buscar justificativas para suas ações, o que levou a um maior escrutínio sobre o papel da mídia na sociedade, incluindo videogames e filmes, e a influência que ela poderia ter sobre o público. Como a produção de Pânico 3 ainda não havia começado, havia considerações sobre se o filme deveria ser feito naquela época, cientes do potencial de repercussão negativa, mas o estúdio decidiu prosseguir, embora com mudanças. O estúdio, no entanto, permaneceu muito mais apreensivo em relação à violência e ao sangue coagulado em Pânico 3 do que nos filmes anteriores, pressionando por uma maior ênfase no humor satírico da série, enquanto reduzia a violência. Em certo momento da produção, o estúdio chegou a exigir que o filme não apresentasse sangue ou violência na tela, uma mudança drástica para a série, mas Craven interveio diretamente. De acordo com Kruger, "[Craven...] disse: 'Sejam sérios, pessoal. Ou fazemos um filme de Pânico ou fazemos um filme e o chamamos de outra coisa. Mas se for um filme de Pânico, terá certos padrões.'"

### Escrita
Bob e Harvey Weinstein abordaram Williamson no início de 1999 para buscar um roteiro completo para uma terceira parte da franquia Scream, Scream 3. No entanto, após seus sucessos com a série Scream e outros projetos como Eu Sei o Que Vocês Fizeram no Verão Passado, Williamson se envolveu em vários projetos, incluindo o desenvolvimento da curta série de TV Wasteland e a direção de seu filme escrito por ele mesmo, Teaching Mrs. Tingle (1999), que Williamson havia escrito antes de Scream e que estava em um inferno de desenvolvimento desde então. Incapaz de desenvolver um roteiro completo para a produção, Williamson escreveu um rascunho de 20 a 30 páginas para o filme que envolvia o retorno de Ghostface à cidade fictícia de Woodsboro, onde a série "Stab", uma série fictícia de filmes dentro de um filme que existe dentro do universo Scream e é baseada nos eventos de Scream, seria filmada. Os Weinsteins contrataram o roteirista de Arlington Road, Ehren Kruger, para substituir Williamson e liderar as tarefas de escrita, desenvolvendo um roteiro baseado nas anotações de Williamson.
O ambiente de desenvolvimento de Pânico 3 tornou-se mais complexo do que nos filmes anteriores. Houve um escrutínio cada vez maior sobre os efeitos da violência na mídia e o impacto que ela poderia ter sobre o público após o massacre da Escola Secundária de Columbine, ocorrido pouco antes do início da produção do filme. Além disso, desde o lançamento dos filmes originais de Pânico, vários atos de violência ocorreram e ganharam notoriedade e atenção da mídia ao serem vinculados ou atribuídos aos filmes. Ansiosos para evitar mais críticas ou conexões com tais incidentes, as anotações de Williamson foram amplamente descartadas, já que o estúdio insistiu que o roteiro deveria se concentrar nos elementos cômicos da série, reduzindo significativamente a violência. O cenário do filme foi alterado de Woodsboro para Hollywood, após Kruger comentar que acreditava que os personagens deveriam se mudar para lugares "maiores", do ensino médio para a faculdade e para a cidade de Hollywood. Nos bastidores, no entanto, a mudança de Woodsboro foi obrigatória, pois se considerou que um filme contendo atos violentos de assassinato dentro e ao redor da pequena cidade de Woodsboro e da escola associada atrairia críticas e atenção negativas significativas que poderiam ser prejudiciais à produção e ao estúdio, com o filme previsto para ser lançado menos de um ano após o incidente de Columbine.

Kruger concordou em desenvolver o roteiro de Pânico 3 principalmente para trabalhar com Craven e os executivos da Miramax; ele disse sobre sua decisão de assumir a função de roteirista do filme:
Quando você está reescrevendo um roteiro, a criação nunca parte totalmente de você. Nunca é a mesma coisa que escrever um original. Muitas vezes, o que você busca é: "Com quem vou trabalhar?" e "Com quem vou aprender?". As [respostas a essas] perguntas te dão muita motivação para seguir em frente com um projeto como este.
Para ajudar no desenvolvimento do roteiro, Kruger leu cópias dos roteiros de Williamson para Pânico e Pânico 2, além de assistir aos filmes anteriores para entender melhor os personagens e o tom. Em uma entrevista, Kruger admitiu que sua falta de envolvimento com o desenvolvimento do elenco principal de Pânico prejudicou sua capacidade de retratá-los fielmente à sua caracterização anterior. Os primeiros roteiros de Pânico 3 tinham a personagem Sidney Prescott muito parecida com "Linda Hamilton em O Exterminador do Futuro 2: O Julgamento Final" – uma heroína mais voltada para a ação – momento em que Craven intervinha e corrigia o roteiro para aproximar os personagens de suas aparições anteriores. Kruger admitiu que, apesar de não receber nenhum crédito pelo roteiro, Craven teve uma participação significativa no desenvolvimento do roteiro de Pânico 3. Assim como Pânico 2, o roteiro de Pânico 3 foi sujeito a repetidas alterações, com páginas às vezes concluídas apenas no dia em que seriam filmadas. Várias cenas foram reescritas para incluir personagens anteriormente ausentes ou mudar elementos da trama quando foi decidido que eles não estavam se conectando com outras cenas. Em uma entrevista de 2013, Williamson detalhou ainda mais seu roteiro original, que previa que os assassinos seriam um fã-clube de crianças de Woodsboro, conhecido como "Stab". Todos os membros do clube estariam envolvidos nos assassinatos, e a reviravolta final "do filme foi quando Sidney entrou na casa depois que Ghostface matou todo mundo... e todos se rebelaram. Nenhum deles estava realmente morto e eles planejaram tudo". Williamson posteriormente adaptou essa história para sua série de TV de 2013, The Following.

### Elenco
Neve Campbell, Courteney Cox, David Arquette e Liev Schreiber retornaram aos seus papéis como Sidney Prescott e a repórter Gale Weathers, Dewey Riley e Cotton Weary, agora apresentadora de um programa de TV, respectivamente para Pânico 3, sendo seus personagens os únicos papéis centrais a sobreviver aos eventos dos dois filmes anteriores. Em uma entrevista, Craven afirmou que convencer o elenco principal a retornar para filmar um novo filme de Pânico não foi difícil, mas, assim como em Pânico 2, sua fama crescente e agendas lotadas dificultaram o arranjo de sua disponibilidade com o período de produção do filme. A consequência dos compromissos de Campbell, em particular, significou que ela só estava disponível para filmar seu papel por 20 dias, forçando o roteiro a reduzir o personagem principal da série a um papel menor, enquanto se concentrava nos outros personagens interpretados por Cox e Arquette. Lynn McRee finalmente faz uma aparição física na série como Maureen Prescott (embora apenas através de uma alucinação de Sidney), e Sidney agora é um conselheiro de crise. Roger L. Jackson retornou novamente para dar voz ao antagonista Ghostface e Jamie Kennedy reprisou seu papel como Randy Meeks, apesar da morte do personagem em Pânico 2. A resposta negativa após a morte de Randy levou a produção a considerar métodos para que seu personagem sobrevivesse e aparecesse em Pânico 3, incluindo fazer com que a família do personagem o escondesse por segurança enquanto se recuperava de seus ferimentos, mas a ideia foi considerada inacreditável demais e a ideia foi substituída pela aparição do personagem em um papel secundário por meio de uma mensagem de vídeo pré-gravada.
Muitos dos atores de apoio interpretaram atores fictícios que participaram do filme dentro de um Stab 3, incluindo Emily Mortimer como Angelina Tyler, Parker Posey como Jennifer Jolie, Matt Keeslar como Tom Prinze, Jenny McCarthy como Sarah Darling e Deon Richmond como Tyson Fox com Scott Foley como o diretor do filme, Roman Bridger. O elenco adicional incluiu Lance Henriksen como o produtor de cinema John Milton, Patrick Dempsey como o detetive Mark Kincaid, Patrick Warburton como o guarda-costas Steven Stone e Kelly Rutherford como Christine Hamilton, namorada de Cotton Weary. Rutherford foi escalado após o início das filmagens, pois a produção estava passando por constantes reescritas e a cena de abertura evoluiu de exigir apenas um cadáver feminino para precisar de uma atriz viva com quem Schreiber pudesse interagir. Pouco depois de ser escalada, Mortimer foi descoberta sem a permissão de trabalho necessária para permitir seu envolvimento no filme, exigindo que ela voasse para Vancouver para obtê-la. Pânico 3 também apresentou a primeira aparição ao vivo na tela da mãe de Sidney Prescott, Maureen Prescott, interpretada por Lynn McRee, a atriz já tendo representado a personagem em fotos nos filmes anteriores.
Lawrence Hecht e C.W. Morgan apareceram em papéis menores reprisando seus personagens do pai de Sidney, Neil Prescott e Hank Loomis, respectivamente. Nancy O'Dell apareceu como uma repórter sem nome, tendo aparecido anteriormente em Pânico 2 e viria a aparecer em Pânico 4 no mesmo papel. Pânico 3 apresentou várias aparições, incluindo os personagens fictícios de Jay e Silent Bob do filme Clerks de 1994 e sequências interpretadas por Jason Mewes e Kevin Smith, e o diretor Roger Corman como um executivo de estúdio no set. Carrie Fisher fez uma ponta no filme como a ex-atriz Bianca Burnette por sugestão de Bob Weinstein; Fisher ajudou a escrever sua personagem, que faz referência a ter quase sido escalada para interpretar a Princesa Leia.
Em uma entrevista de 2009, Matthew Lillard, que interpretou Stu Macher em Pânico, disse que havia sido contratado para reprisar seu papel em Pânico 3 como o principal antagonista, tendo sobrevivido à sua aparente morte, orquestrando novos ataques de Ghostface da prisão contra estudantes do ensino médio e, por fim, mirando Sidney. Após o massacre na Columbine High School, pouco antes do início da produção, o roteiro foi descartado e reescrito sem seu personagem e seu enredo para evitar o desenvolvimento de um filme que associasse violência e assassinato ao cenário de um colégio.

### Filmagens
As filmagens principais de Pânico 3 começaram em 6 de julho de 1999, em Hollywood, Los Angeles, com um orçamento de US$ 40 milhões, e terminaram em 29 de setembro de 1999, após doze semanas. As filmagens ocorreram principalmente nas áreas de San Fernando Valley, Macarthur Park, Beverly Hills, Hollywood Hills e Silver Lake, com a casa isolada do personagem de Campbell situada em Topanga Canyon. A cena de abertura envolve Cotton Weary (Schreiber) dirigindo antes de chegar em casa, onde é assassinado pelo personagem Ghostface. Para a cena de direção, a produção filmou na Hollywood Boulevard, mas a cena seguinte no apartamento de Cotton foi alterada com frequência, exigindo alterações na cena de direção para manter a continuidade, modificando quem fala com Cotton por telefone e o que a conversa envolve. Incapaz de retornar à Hollywood Boulevard, a cena foi refilmada em uma rua do lado de fora do estúdio de produção em San Fernando Valley e intercalada com filmagens feitas na Boulevard. A cena de ataque de abertura foi filmada parcialmente no exterior e interior da Harper House em West Hollywood, mas mudanças foram feitas na cena, incluindo a introdução de uma namorada viva para Cotton em vez de ela estar morta quando Cotton chega. Mais tarde, foi decidido que o confronto entre Cotton e Ghostface, com Cotton dominando fisicamente o personagem e tentando escapar pela claraboia, era irreal e fazia Ghostface parecer fraco, e essa cena foi refilmada. Novamente, no entanto, eles não puderam retornar à Harper House para conduzir as filmagens e recorreram à construção de uma réplica do interior do apartamento para produzir a filmagem necessária, que fez o personagem Ghostface parecer mais dominante e extirpou completamente a tentativa de fuga pela claraboia. A personagem de Cox é apresentado durante um seminário que acontece em uma sala de aula na UCLA, um local usado anteriormente em Pânico 2 para representar o fictício Windsor College. O estúdio de cinema onde o fictício Stab 3 é filmado é representado pelo CBS Studio Center em Studio City, San Fernando Valley, enquanto as cenas na casa do personagem de Posey foram filmadas em Hollywood Hills, no Runyon Ranch, no Runyon Canyon Park. O final, apresentando os ataques finais do filme e o confronto entre o antagonista e Sidney, foi filmado no Canfield-Moreno Estate, uma mansão em Silverlake.
Uma cena do filme mostra Campbell sendo perseguida por Ghostface através de réplicas de cenários do Pânico original, incluindo a casa de sua personagem. A cena não estava presente no roteiro em si, mas Craven pagou para que os cenários fossem construídos, sabendo que queria revisitar o filme original de alguma forma. Após a construção dos cenários, a cena foi então escrita em torno das áreas resultantes, produzindo a cena do filme final. O roteiro sofreu alterações repetidas vezes à medida que as filmagens eram conduzidas, com páginas normalmente disponíveis apenas no dia da filmagem. Além disso, se a produção decidisse mudar uma cena, isso às vezes significava refilmar outras cenas para manter a continuidade, exigindo novas reescritas. A equipe de produção filmou propositalmente grandes quantidades de cenas contendo diferentes variações de cada cena com base nos diferentes desenvolvimentos do roteiro para que, caso o roteiro mudasse ainda mais, eles idealmente tivessem uma cena que pudessem usar sem ter que filmar novas posteriormente, exigindo que eles obtivessem acesso a locais ou construíssem cenários. Além disso, uma cena de três minutos com o personagem Randy Meeks teve mais de duas horas de filmagem. O roteiro do filme era tão variável que a cena do epílogo foi filmada com três variantes do personagem de Patrick Dempsey — uma com ele ausente, uma com o braço enfaixado e uma com ele em condições normais — já que a produção não tinha certeza de qual seria seu destino final após a finalização do filme.

### Pós-produção
Em janeiro de 2000, três meses após a conclusão das filmagens de Pânico 3, o final foi refilmado quando foi decidido que seria uma conclusão inadequada. Originalmente, o final consistia em Sidney (Campbell) derrotando Roman (Scott Foley) facilmente, o que levou a uma cena matinal da chegada da polícia e, em seguida, à cena final de Sidney em sua casa. A produção considerou que isso equivalia essencialmente a três finais, prejudicando o ritmo do filme e também houve a consideração de que, sendo o capítulo final da trilogia, o público precisava acreditar que Sidney poderia perder e morrer, algo que, com uma vitória fácil, não representaria isso. Para criar o final alternativo, a cena de luta entre Sidney e Roman foi estendida e uma adição envolveu Roman atirando em Sidney, aparentemente até a morte, onde antes ela simplesmente se escondia da personagem. Uma adição importante foi a presença do personagem Mark Kincaid (Patrick Dempsey), que havia estado completamente ausente do final depois que a produção percebeu que seu personagem simplesmente desapareceu da trama e seu arco narrativo não levou a lugar nenhum.
Assim como na produção de Pânico, Craven enfrentou repetidos conflitos sobre a censura com a MPAA em relação à violência, e o diretor declarou em uma entrevista que esses problemas o fizeram considerar abandonar o gênero de terror.

## Trilha sonora
Marco Beltrami retornou para compor a trilha sonora de Pânico 3, tendo composto as trilhas dos dois filmes anteriores da série. Para o filme, Beltrami empregou sete orquestradores para auxiliar na composição do extenso acompanhamento orquestral presente na trilha sonora do filme. Ele experimentou novos estilos de produção sonora gravando instrumentos em circunstâncias anormais, como inserir objetos em um piano e gravar em velocidades variadas para criar um som distorcido e não natural, e modificando os resultados eletronicamente. Beltrami continuou a incorporar uma orquestra vocal pesada em toda a trilha sonora, como fez nos filmes anteriores. Houve consideração de que Beltrami foi forçado a contratar vários orquestradores para completar a trilha sonora e cumprir o prazo do filme. Beltrami se inspirou em outros compositores para a trilha sonora, novamente incorporando trechos da trilha sonora de Broken Arrow, de Hans Zimmer, na faixa "Sid Wears a Dress".
A trilha sonora do filme foi lançada em Janeiro de 2000 pela gravadora Wind-Up com produção executiva de Creed.

### Faixas
1. What If - Creed
2. Wait and Bleed - Slipknot
3. Suffocate - Finger Eleven
4. Spiders - System of a Down
5. Automatic - American Pearl
6. Fall - Sevendust
7. Time Bomb - Godsmack
8. Tyler's Song - Coal Chamber
9. So Real - Static-X
10. Crowded Elevator - Incubus
11. Debonaire - Dope
12. Sunburn - Fuel
13. Get On, Get Off - Powerman 5000
14. Wanna Be Martyr - Full Devil Jacket
15. Dissention - Orgy
16. Crawl - Staind
17. Click Click - Ear2000
18. Is This The End - Creed

## Recepção
Pânico 3 estreou em 3 de fevereiro de 2000, no teatro AMC Avco em Westwood, Los Angeles, Califórnia e foi lançado nos cinemas no dia seguinte, 4 de fevereiro.

### Bilheteria
O filme estabeleceu um recorde de maior estreia nos Estados Unidos e Canadá, sendo lançado em 3.467 telas.
O filme arrecadou US$ 34,7 milhões em seu fim de semana de estreia, ficando em primeiro lugar nas bilheterias dos EUA. Quebrou o recorde de "O Império Contra-Ataca: Edição Especial" para a maior estreia em um fim de semana em fevereiro. Também bateu o recorde de "Pânico 2" para a maior estreia em um fim de semana para um filme de terror e também para um filme da Miramax. O filme arrecadou US$ 89,1 milhões nos Estados Unidos e Canadá, e US$ 72,7 milhões em outros territórios, totalizando uma arrecadação mundial de US$ 161,8 milhões.

### Resposta da crítica
No Rotten Tomatoes, o filme tem uma taxa de aprovação de 43%, com base em 164 avaliações, e uma nota média de 5,3/10. O consenso crítico do site diz: "Apesar de algumas reviravoltas surpreendentes, Pânico 3 mostra a franquia recorrendo às mesmas velhas fórmulas e clichês de terror, antes fragmentados e desvirtuados com abandono pós-moderno." No Metacritic, o filme tem uma pontuação média ponderada de 56 de 100, com base em 32 críticos, indicando "críticas mistas ou médias". No CinemaScore, o público deu ao filme uma nota média de "B" em uma escala de A+ a F.
A Time Out London foi particularmente crítica ao filme, chamando o comentário metaficcional do filme de uma imitação ruim do próprio filme de terror de Craven, Wes Craven's New Nightmare (1994). Sobre os personagens, Roger Ebert disse que "[os personagens] são tão magros que são transparentes", mas elogiou a aparência de Campbell, dizendo: "A câmera a adora. Ela poderia se tornar uma grande estrela e depois rir de clipes deste filme em sua homenagem ao AFI."
Em uma crítica positiva, o Los Angeles Times chamou o filme de "genuinamente assustador e também muito divertido", e a BBC declarou que "como conclusão da trilogia, funciona mais efetivamente do que qualquer um tinha o direito de esperar". A Variety também elogiou o filme como o fim da trilogia Pânico, dizendo: "Os aficionados serão os mais capazes de apreciar o quão espirituosamente Craven apresentou sua série muito imitada e que revive o gênero" enquanto a Empire chamou de "satisfatória", embora acreditasse que a premissa da série estava desgastada.

### Reavaliação pós-2017
Após o escândalo envolvendo o produtor executivo dos filmes Pânico, Harvey Weinstein, diversas publicações notaram os paralelos entre o comportamento de Weinstein e os temas de abuso apresentados no filme, particularmente aqueles envolvendo Maureen Prescott, a falecida mãe de Sidney, protagonista da série. Em 2017, Kristen Yoonsoo Kim destacou a cena em que John Milton, interpretado por Lance Henriksen, discute como se aproveita de atrizes aspirantes. Em 2019, o editor do filme, Patrick Lussier, discutiu esses temas específicos e a abordagem de Wes Craven a eles, dizendo sobre o personagem de Henriksen: "Acho que Wes estava muito interessado naquele personagem não necessariamente como o vilão — ele certamente é um vilão —, mas como um catalisador para a motivação do vilão. Ele é realmente a faísca para os eventos, ou, reconsiderando, ele é a faísca para os eventos, em toda a série."
Em 2020, Adam White escreveu que o filme era "uma acusação furiosa de má conduta sexual em Hollywood, homens predadores e o teste do sofá". Ele observou vários casos de "sexo transacional" no filme, incluindo as personagens Jennifer e Angelina, ambas fazendo referências a fazer sexo com cineastas para garantir papéis no filme fictício Stab, e Carrie Fisher, em uma participação especial (como sósia da própria Fisher), que afirma que o papel da Princesa Leia na franquia Star Wars foi conquistado por "aquela que [dormiu] com George Lucas". White também observou que Rose McGowan, que apareceu no primeiro filme Pânico, posteriormente acusou Weinstein de estuprá-la em um quarto de hotel um ano após o lançamento do filme. McGowan revelou em 2017 que recebeu um acordo de US$ 100.000 como resultado deste ataque.
Escrevendo para SyFy Wire, Emma Fraser comentou que ao longo da série, a falecida Maureen é "envergonhada como uma vadia" e "culpada como vítima". Fraser também lamentou a falta de exploração desses temas no filme, afirmando que o filme "poderia ter sido um olhar fascinante sobre os crimes dessa indústria e a relação que o horror tem com o sexo".

### Home-media
Pânico 3 foi lançado nos Estados Unidos em VHS e DVD em 4 de julho de 2000 pela Buena Vista Home Entertainment (sob o selo Dimension Home Video). O vídeo foi lançado posteriormente como uma edição bônus em 24 de outubro de 2000. A versão em DVD foi lançada apenas como uma edição de colecionador, contendo cenas deletadas, cortes, comentários em áudio, videoclipes de músicas apresentadas no filme, trailers do filme e biografias do elenco e da equipe envolvida na produção do filme. Após o lançamento de Scream 3 como o que era então o capítulo final da série, as edições de colecionador de Scream, Scream 2 e Scream 3 foram embaladas no box de DVD "The Ultimate Scream Collection" pela Dimension Films em 26 de setembro de 2000, que incluía "Behind the Scream", um curta-metragem documentário sobre a produção dos filmes, cenas descartadas, cenas deletadas, testes de tela com atores envolvidos nos filmes e outros materiais diversos relacionados à série. Em 2001, o lançamento em DVD de Pânico 3 foi indicado ao Saturn Award de Melhor Lançamento em Vídeo Caseiro, mas perdeu para Princesa Mononoke (1997).
Pânico 3 permaneceu inédito em territórios estrangeiros, incluindo Europa e Japão, até 2001, quando foi lançado simultaneamente com Pânico e Pânico 2 em 26 de fevereiro pela Buena Vista Home Entertainment. Cada filme continha o conteúdo adicional encontrado na versão Collector's Edition de seu lançamento nos EUA, incluindo cenas deletadas, outtakes, trailers de cinema, videoclipes e comentários da equipe de cada filme. Além disso, os três filmes foram reunidos em um único pacote, lançado novamente em 26 de fevereiro como "Scream Trilogy".
Pânico 3 foi lançado no formato Blu-ray Disc em 29 de março de 2011, junto com Pânico, e Pânico 2, duas semanas antes do lançamento de Pânico 4, pela Lionsgate Home Entertainment, hospedando os filmes em alta definição 1080p e incluindo comentários em áudio, trailers de cinema e cenas dos bastidores de cada filme. O filme foi lançado em 4K Ultra HD Blu-ray em 3 de outubro de 2023 pela Paramount Pictures. O filme arrecadou US$ 1,5 milhão em vendas de Blu-ray em casa.